# Galerie de peintures K. Savitski de l'oblast de Penza
La Galerie de peintures K. Savitski de l'oblast de Penza est un musée national de la ville de Penza en Russie. C'est un des musées les plus grands et les plus connus de l'oblast de Penza. Il a été créé en 1892. Il porte le nom de Constantin Savitski depuis 1955.

## Histoire
À la base du musée de Penza se trouve une collection de peintures offerte à la ville par le gouverneur de l'oblast Nikolaï Seliverstov. À partir de 1892, la collection reçoit le nom de galerie Seliverstov. En octobre de la même année, dans le local de la galerie, se tient une exposition des Ambulants, où sont exposés La Prise de la forteresse de neige de Vassili Sourikov, Partout la vie de Nikolaï Iarochenko, Le Christ et la Pécheresse de Vassili Polenov, Le Temps des moissons. Les Faucheurs de Grigori Miassoïedov et d'autres encore.
Durant les années 1894-1897, dans le centre de Penza, est construit un bâtiment sur base des projets de l'architecte Alexandre Maximov (ru) en vue d'y installer une école de dessin. Dans les premiers rapports de l'école en 1898, il est renseigné que la collection de tableaux se compose de 224 œuvres d'art (peintures, gravures, aquarelles et dessins), réparties entre trois départements : le premier, des originaux et des copies de maîtres de l'école hollandaise, flamande et italienne ; le deuxième, des œuvres d'autres maîtres étrangers ; le troisième, des maîtres russes.
Le premier directeur de l'école et du musée est Konstantine Savitski, nommé sur recommandation par les membres du conseil de l'Académie russe des Beaux-Arts. En tant qu'enseignant de l'école de peinture, de sculpture et d'architecture de Moscou, Savitski craignait l'abondance du travail administratif à cette fonction et en fait part à son ami Ivan Chichkine. Mais il finit par accepter et arrive en mai 1897 à Penza pour prendre ses fonctions. Il invite à venir à Penza les artistes tels que Nikolaï Grandkovski (ru), le sculpteur Konstantin Clodt (ru), et d'autres amis.
Il reçoit une vingtaine d'œuvres d'artistes réputés pour le musée et intègre aussi des objets religieux du culte du peuple Mordves. L'académie impériale de Saint-Pétersbourg fait également des donations en faveur du musée. En 1902, le nombre de pièces exposées s'élève déjà à 450. En 1917, après les donations et les legs du général A. A. Bogolioubov, le nombre de pièces passe à 1 000. 
En 1927, le musée est séparé de l'école de dessin et réuni au musée d'histoire locale.
En 1955, par un oukase du Présidium du Soviet suprême de la RSFS de Russie, la galerie d'art régionale portera le nom de Konstantin Savitski.
Pendant plus de 40 ans, de 1972 à 2015, Valeri Sazonov (ru) (1945—2015) est directeur de la galerie. Depuis avril 2015, c'est Kirill Zastrojni (1951- ) qui occupe cette fonction. Les collections de la galerie sont constituées d'œuvres des XVIIe siècle au XXIe siècle et comprennent plus de 12 000 pièces. L'art d'Europe occidentale y est largement représenté à côté des œuvres russes. 
La collection la plus précieuse est celle des peintres hollandais du XVIIe siècle (Godfried Schalken, Adriaen van Ostade, David Teniers le Jeune, etc.), des peintres français des xvie au xixe siècle (Courtois, Mignard, Henri-Alfred Jacquemart, etc.), des peintres allemands (Franz Xaver Winterhalter et d'autres), des peintres russes des XVIIIe siècle au XXe siècle (Fedor Rokotov, Dmitri Levitski, Ivan Makarov (en), Aleksandre Litovtchenko, Constantin Flavitski, Ivan Aïvazovski, Alekseï Bogolioubov, Alekseï Savrassov, Fiodor Vassiliev, Ivan Chichkine, Ivan Endogourov (en), Ilia Répine, Alexeï Harlamov, Constantin Makovski, Sergueï Miloradovitch, Constantin Savitski, Sergueï Ivanov, Mikhaïl Vroubel, Beklemichev, Mikhail Peskov, Ivan Goriouchkine-Sorokopoudov, Aristarkh Lentoulov et d'autres encore), des peintres soviétiques (Robert Falk, Kouzma Petrov-Vodkine, Alexandre Nikolaïevitch Samokhvalov, Larissa Kirilova (ru) et d'autres encore).
La galerie possède deux filiales : le Musée d'un seul tableau G. Miasnikov à Penza et le Musée du verre et du cristal (ru) dans l'oblast de Penza à Nikolsk.

### Galerie

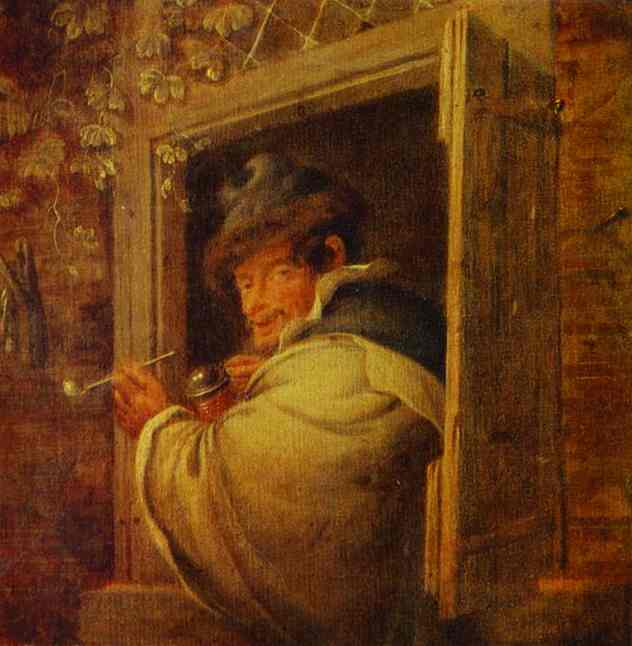
Adriaen van Ostade, Homme à la fenêtre, xviiie siècle.
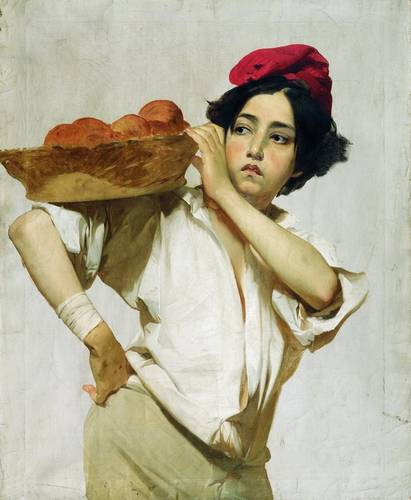
Ivan Makarov (en), Colporteur italien, 1853-1855.
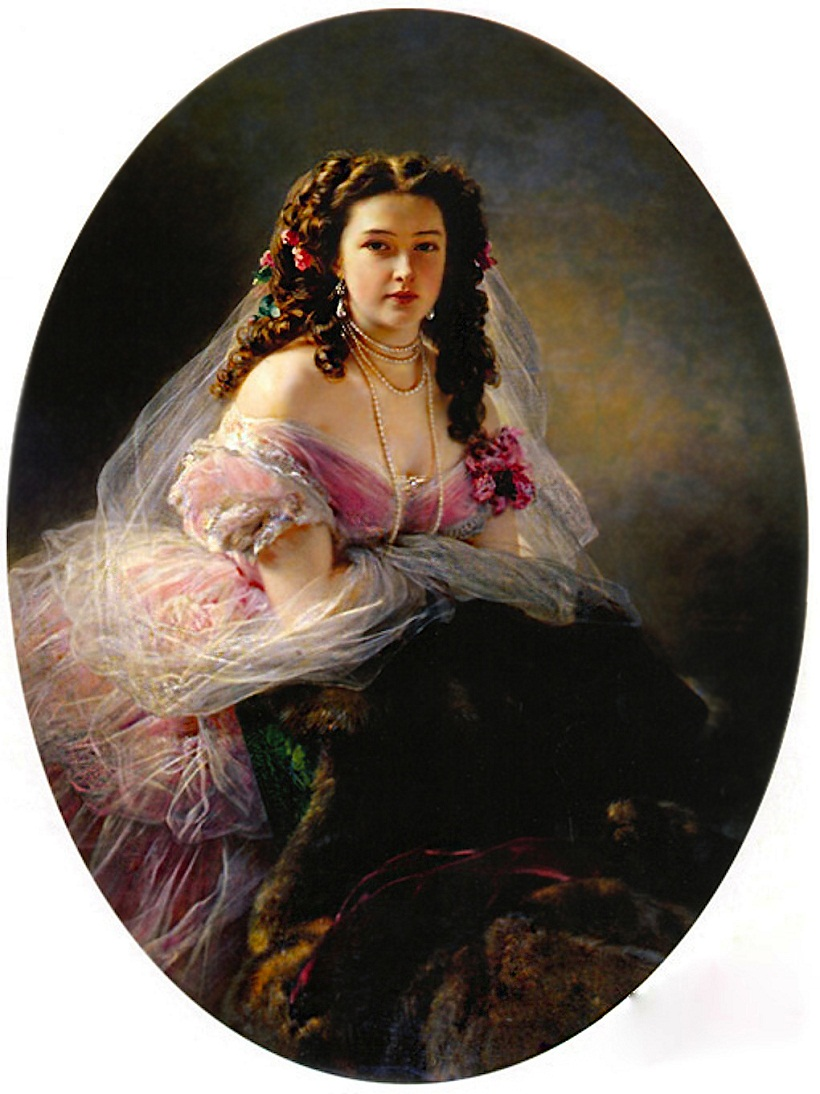
Franz Xaver Winterhalter, Portrait de Varvara Rimska-Korsakova, 1858.
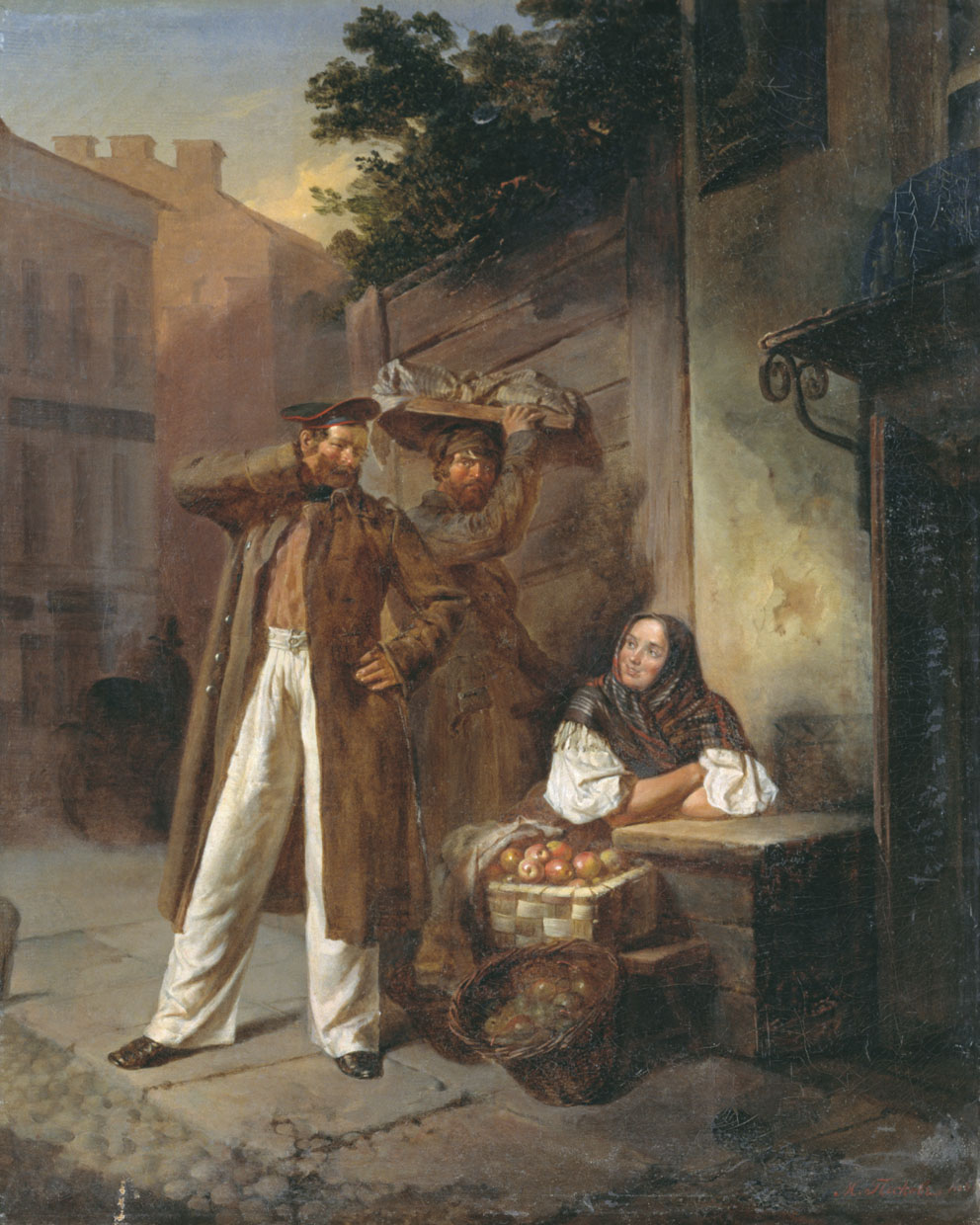
Mikhail Peskov, Cavalier, 1861.
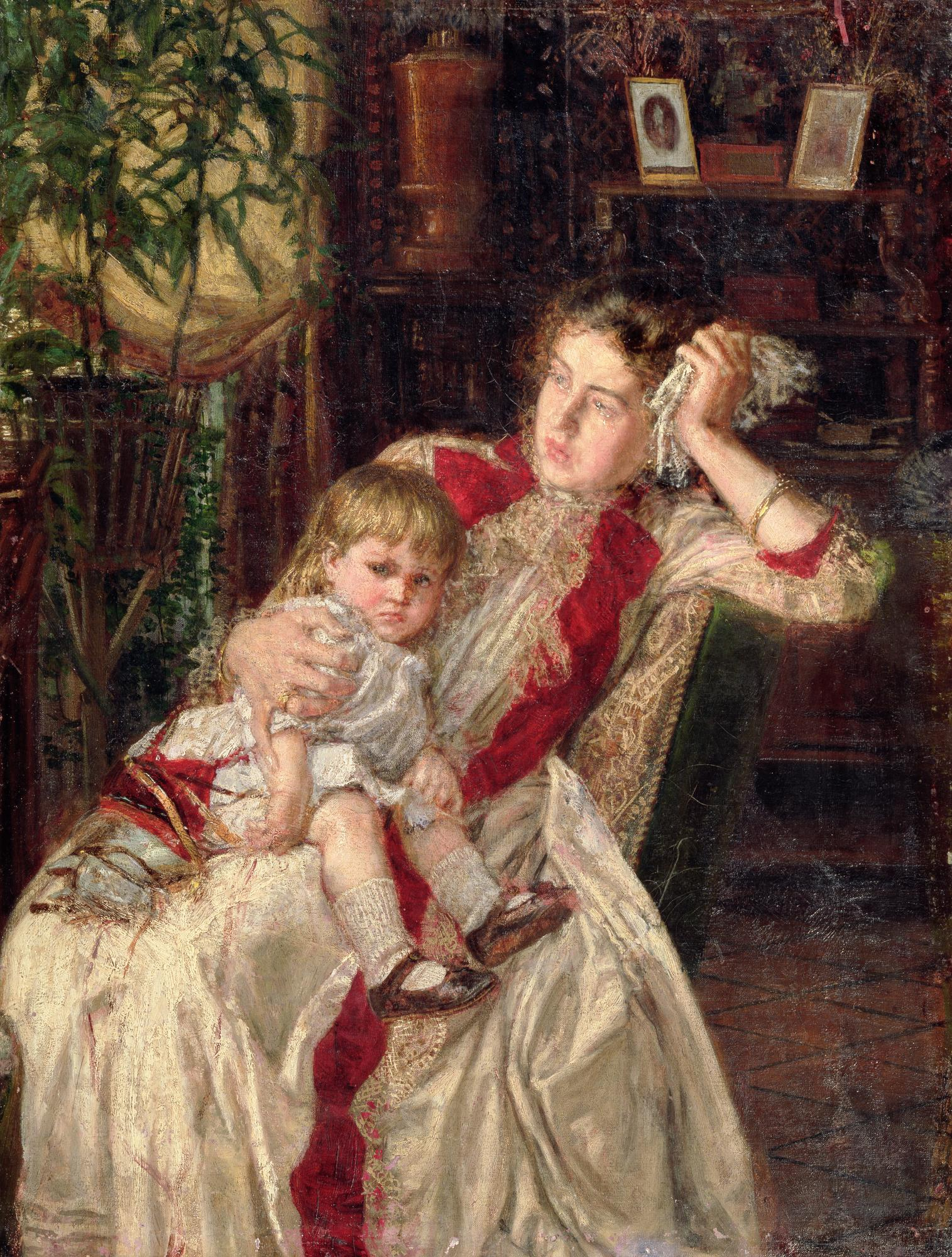
Constantin Savitski, Scène de ménage, 1890.
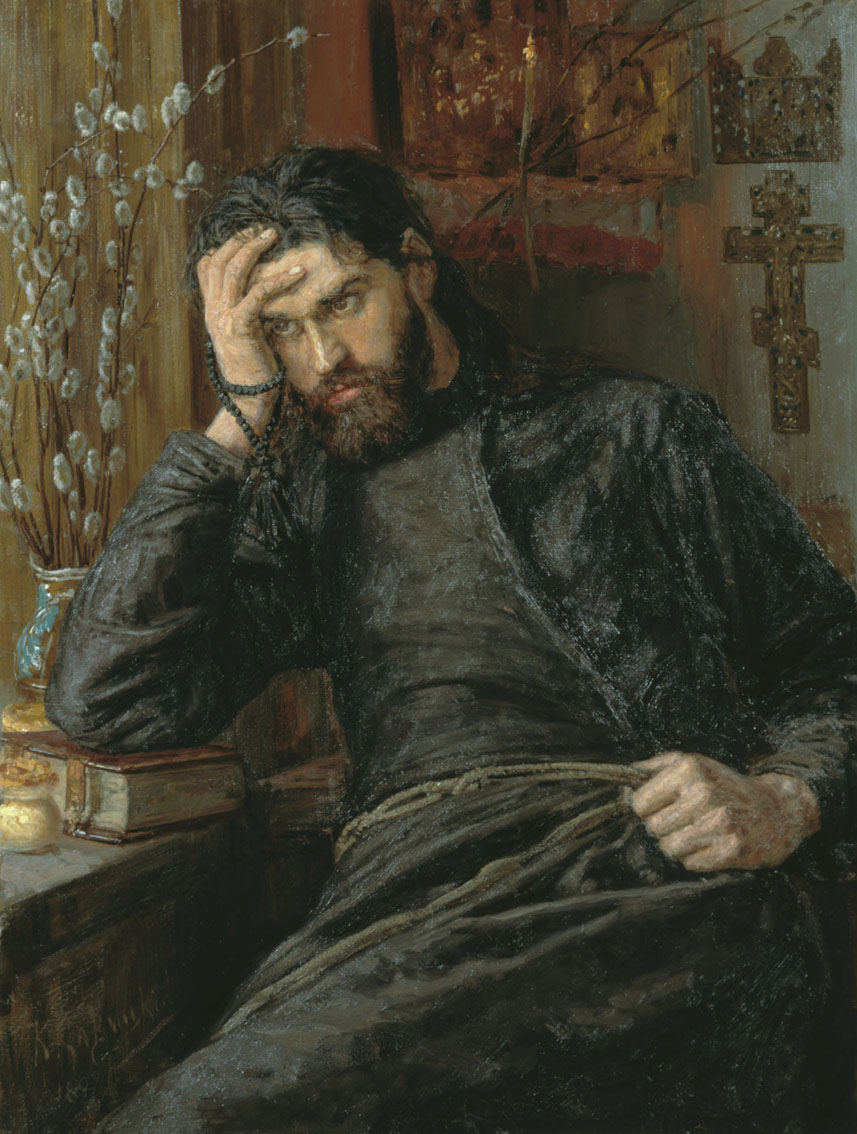
Constantin Savitski, Le novice, 1897.
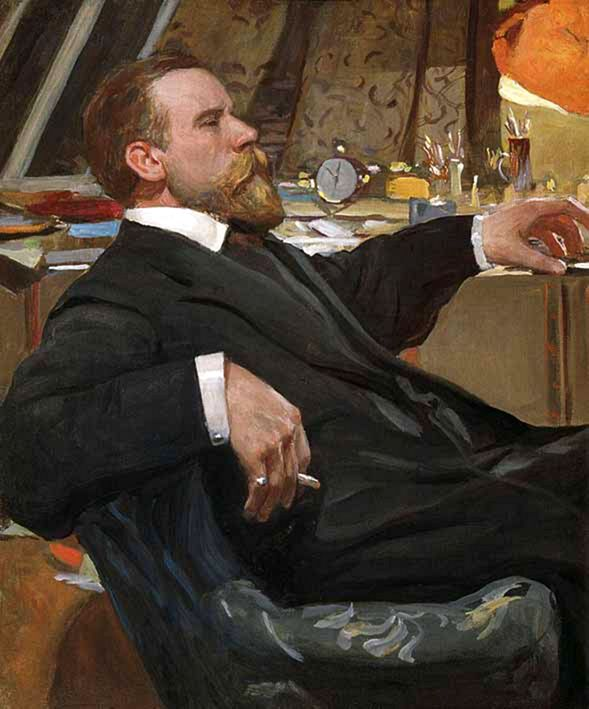
Alexandre Vakhrameïev, Portrait du peintre Ivan Goriouchkine-Sorokopoudov, 1900.
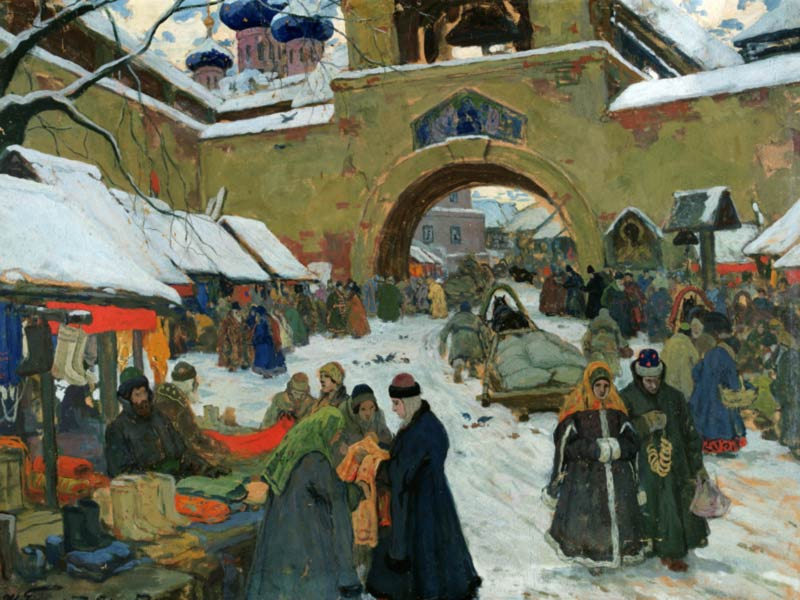
Ivan Goriouchkine-Sorokopoudov, Jour de marché dans la vieille ville, 1910.